# 禁止贩卖人口及取缔意图营利使人卖淫的公约
《禁止贩卖人口及取缔意图营利使人卖淫的公约》，是联合国的一项保障基本人权的国际公约。

## 历史
1949年12月2日联合国大会第317(IV)号决议批准该条约文本。截止2013年12月, 82国家为缔约方；13个国家签署但未批准该公约。
该公约取代了20世纪上半叶的4个早期的禁止贩卖妇女与强迫卖淫的国际公约。
1. 经联合国大会一九四八年十二月三日所核定议定书修正之一九O四年五月十八日之《禁止贩卖白奴国际协定》；该协定仅要求缔约国收集关于“为不道德的目的”而将白人妇女贩卖至外国的信息。
2. 经同议定书修正之一九一〇年五月四日《禁止贩卖白奴国际公约》；该公约要求缔约国有义务惩罚任何为不道德的目的而将21岁以下白人妇女贩卖至外国而实施雇佣、引诱、劫持或使用暴力、威胁等手段的人。公约将违反妇女的意愿将其留置在妓院强迫卖淫排除在公约的使用范围之外。
3. 经联合国大会一九四七年十月二十日所核定议定书修正之一九二一年九月三十日《禁止贩卖妇孺国际公约》；将保护对象扩大到非白人妇女。
4. 经同议定书修正之一九三三年十月十一日《禁止贩卖成年妇女国际公约（英语：International Convention for the Suppression of the Traffic in Women of Full Age）》。该公约将保护对象扩大到21岁以上成年妇女。并规定被贩卖妇女的同意不得作为贩卖人口罪的正当抗辩理由。

## 现状
许多国家拒绝签署该公约，认为公约第一条与其国内法允许自愿卖淫（voluntary prostitution）及开设经营妓院合法化相抵触。
第一条

本公约缔约国同意：对于意图满足他人情欲而有下列行为之一者，一应处罚：

一、凡招雇、引诱或拐带他人使其卖淫，即使得本人之同意者；

二、使人卖淫，即使得本人之同意者。

第二条

本公约缔约国并同意对于有下列行为之一者，一应处罚：

一、开设或经营妓院，或知情出资或资助者；

二、知情而以或租赁房舍或其他场所或其一部供人经营淫业者。
例如德国 、荷兰、新西兰、希腊、澳大利亚、土耳其等。 
联合国打击跨国有组织犯罪公约对贩卖人口有了不同的定义。